# Pompadour (frisyr)

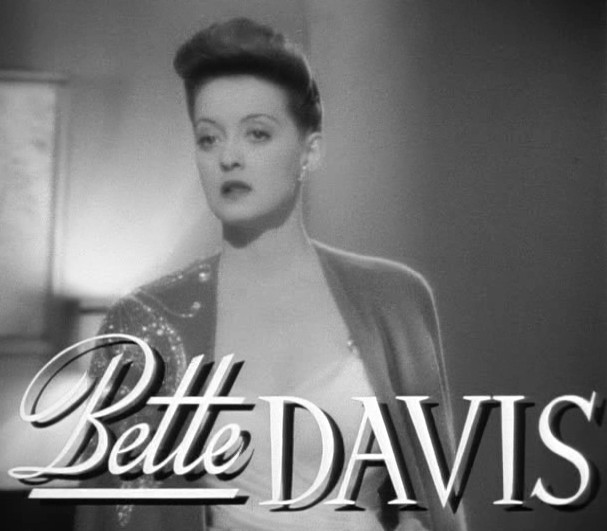
Bette Davis i pompadour (1942).

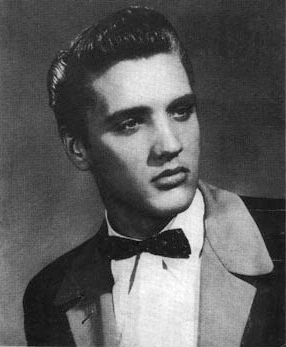
Elvis Presley i pompadour (1954).

Pompadour är en hårfrisyr som fått namn efter Madame de Pompadour (1721–1764). Den karaktäriseras av hår högt uppsatt eller uppkammat högt över pannan. Frisyren bars dock inte av Madame de Pompadour, som hade sitt eget hår bakåtkammat och utan extra volym på toppen.
Pompadourfrisyren finns i flera olika stilar. Den var vanlig på 1950-talet och användes bland annat av Elvis Presley (samt av personer inspirerade av rockabilly-musiken – inklusive raggare). En vidareutveckling av 1950-talsstilen är "ducktail" ("ankstjärtsfrisyr"), med ännu kortare, friserat hår i nacken och framträdande pannlock.